# Điện ảnh năm 2011
Điện ảnh 2011 tổng quan về các sự kiện điện ảnh, bao gồm các phim điện ảnh đạt doanh thu cao nhất, các lễ trao giải, liên hoan phim cùng danh sách các phim điện ảnh được ra mắt trong năm.

## Phim có doanh thu cao nhất
Top 10 phim điện ảnh có doanh thu cao nhất được ra mắt trong năm 2011.
| Hạng | Tựa đề                                   | Hãng phát hành | Doanh thu toàn cầu |
| ---- | ---------------------------------------- | -------------- | ------------------ |
| 1    | Harry Potter và Bảo bối Tử thần – Phần 2 | Warner Bros.   | $1,341,511,219 USD |
| 2    | Transformers 3                           | Paramount      | $1,123,794,079 USD |
| 3    | Cướp biển vùng Ca-ri-bê 4                | Disney         | $1,045,713,802 USD |
| 4    | The Twilight Saga: Hừng đông – Phần 1    | Lionsgate      | $712,205,856 USD   |
| 5    | Điệp vụ bất khả thi: Chiến dịch bóng ma  | Paramount      | $694,713,380 USD   |
| 6    | Kung Fu Panda 2                          | Paramount      | $665,692,281 USD   |
| 7    | Fast & Furious 5: Phi vụ Rio             | Universal      | $626,137,675 USD   |
| 8    | The Hangover Part II                     | Warner Bros.   | $586,764,305 USD   |
| 9    | Xì Trum                                  | Columbia       | $563,749,323 USD   |
| 10   | Cars 2                                   | Disney         | $562,110,557 USD   |

## Giải thưởng
| Hạng mục                          | Giải Critics' Choice lần thứ 17 12 tháng 1 năm 2012 | Giải Quả cầu vàng lần thứ 69 15 tháng 1 năm 2012 | Giải Quả cầu vàng lần thứ 69 15 tháng 1 năm 2012 | Giải SAG lần thứ 18 29 tháng 1 năm 2012 | Giải BAFTA lần thứ 65 12 tháng 2 năm 2012                     | Giải Oscar lần thứ 84 26 tháng 2 năm 2012        |
| Hạng mục                          | Giải Critics' Choice lần thứ 17 12 tháng 1 năm 2012 | Chính kịch                                       | Ca nhạc hoặc hài                                 | Giải SAG lần thứ 18 29 tháng 1 năm 2012 | Giải BAFTA lần thứ 65 12 tháng 2 năm 2012                     | Giải Oscar lần thứ 84 26 tháng 2 năm 2012        |
| --------------------------------- | --------------------------------------------------- | ------------------------------------------------ | ------------------------------------------------ | --------------------------------------- | ------------------------------------------------------------- | ------------------------------------------------ |
| Phim hay nhất                     | Nghệ sĩ                                             | Tình thân                                        | Nghệ sĩ                                          | —                                       | Nghệ sĩ                                                       | Nghệ sĩ                                          |
| Đạo diễn xuất sắc nhất            | Michel Hazanavicius Nghệ sĩ                         | Martin Scorsese Hugo                             | Martin Scorsese Hugo                             | —                                       | Michel Hazanavicius Nghệ sĩ                                   | Michel Hazanavicius Nghệ sĩ                      |
| Nam diễn viên chính xuất sắc nhất | George Clooney Tình thân                            | George Clooney Tình thân                         | Jean Dujardin Nghệ sĩ                            | Jean Dujardin Nghệ sĩ                   | Jean Dujardin Nghệ sĩ                                         | Jean Dujardin Nghệ sĩ                            |
| Nữ diễn viên chính xuất sắc nhất  | Viola Davis Người giúp việc                         | Meryl Streep The Iron Lady                       | Michelle Williams Một tuần với kiều nữ           | Viola Davis Người giúp việc             | Meryl Streep The Iron Lady                                    | Meryl Streep The Iron Lady                       |
| Nam diễn viên phụ xuất sắc nhất   | Christopher Plummer Beginners                       | Christopher Plummer Beginners                    | Christopher Plummer Beginners                    | Christopher Plummer Beginners           | Christopher Plummer Beginners                                 | Christopher Plummer Beginners                    |
| Nữ diễn viên phụ xuất sắc nhất    | Octavia Spencer Người giúp việc                     | Octavia Spencer Người giúp việc                  | Octavia Spencer Người giúp việc                  | Octavia Spencer Người giúp việc         | Octavia Spencer Người giúp việc                               | Octavia Spencer Người giúp việc                  |
| Kịch bản chuyển thể xuất sắc nhất | Steven Zaillian và Aaron Sorkin Moneyball           | Woody Allen Midnight in Paris                    | Woody Allen Midnight in Paris                    | —'                                      | Bridget O'Connor và Peter Straughan Tinker Tailor Soldier Spy | Alexander Payne, Nat Faxon và Jim Rash Tình thân |
| Kịch bản gốc xuất sắc nhất        | Woody Allen Midnight in Paris                       | Woody Allen Midnight in Paris                    | Woody Allen Midnight in Paris                    | —                                       | Michel Hazanavicius Nghệ sĩ                                   | Woody Allen Midnight in Paris                    |
| Phim hoạt hình hay nhất           | Rango                                               | Những cuộc phiêu lưu của Tintin                  | Những cuộc phiêu lưu của Tintin                  | —                                       | Rango                                                         | Rango                                            |
| Nhạc phim hay nhất                | Nghệ sĩ Ludovic Bource                              | Nghệ sĩ Ludovic Bource                           | Nghệ sĩ Ludovic Bource                           | —                                       | Nghệ sĩ Ludovic Bource                                        | Nghệ sĩ Ludovic Bource                           |
| Ca khúc trong phim hay nhất       | "Life's a Happy Song" Đại nhạc hội rối              | "Masterpiece" W.E.                               | "Masterpiece" W.E.                               | —                                       | —                                                             | "Man or Muppet" Đại nhạc hội rối                 |
| Phim ngoại ngữ hay nhất           | A Separation                                        | A Separation                                     | A Separation                                     | —'                                      | The Skin I Live In                                            | A Separation                                     |